# All Saints Church (Fulham)

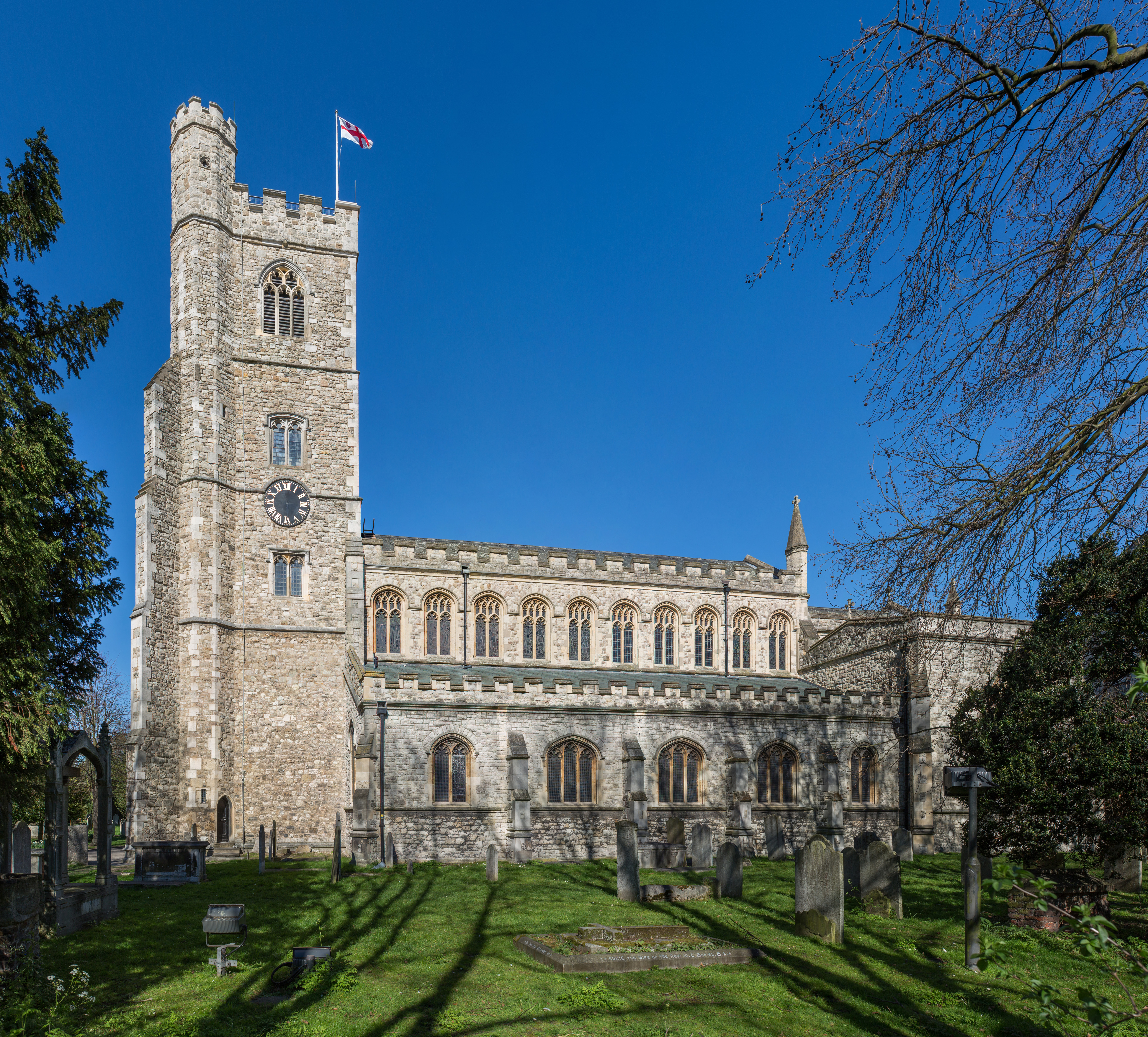
All Saints Church, Fulham, London

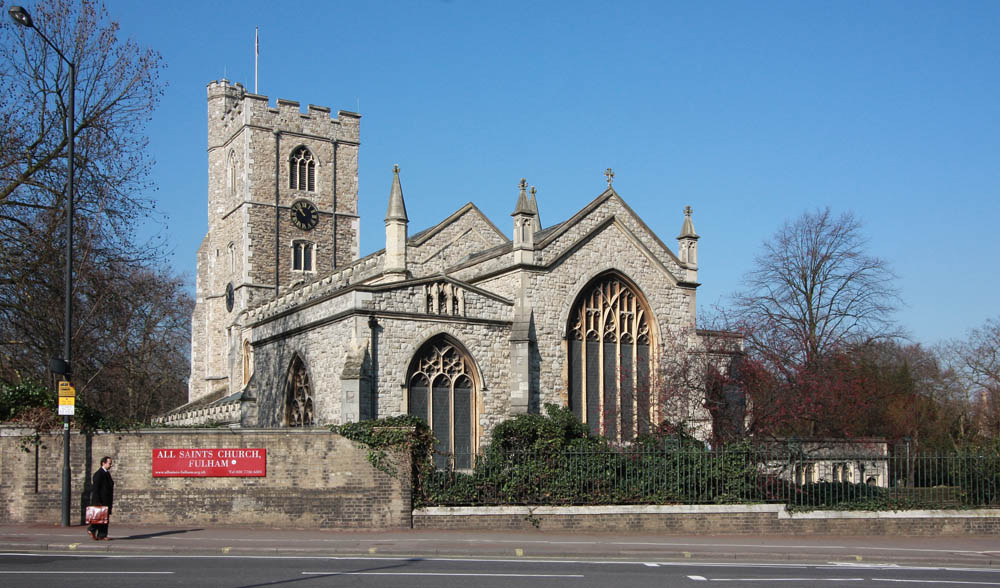
Kirche von Osten

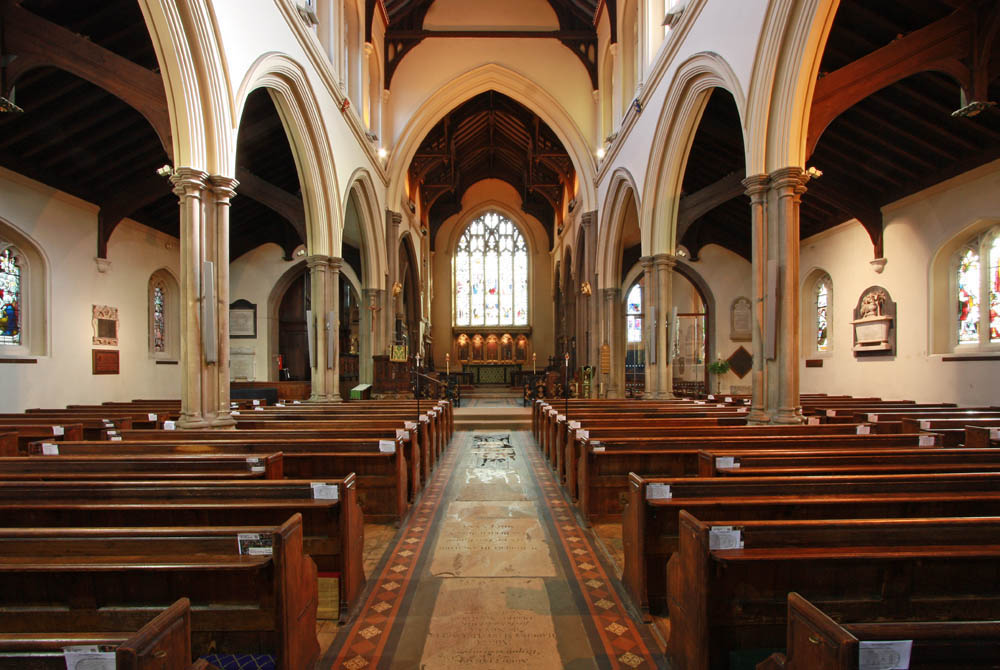
Langhaus und Chor

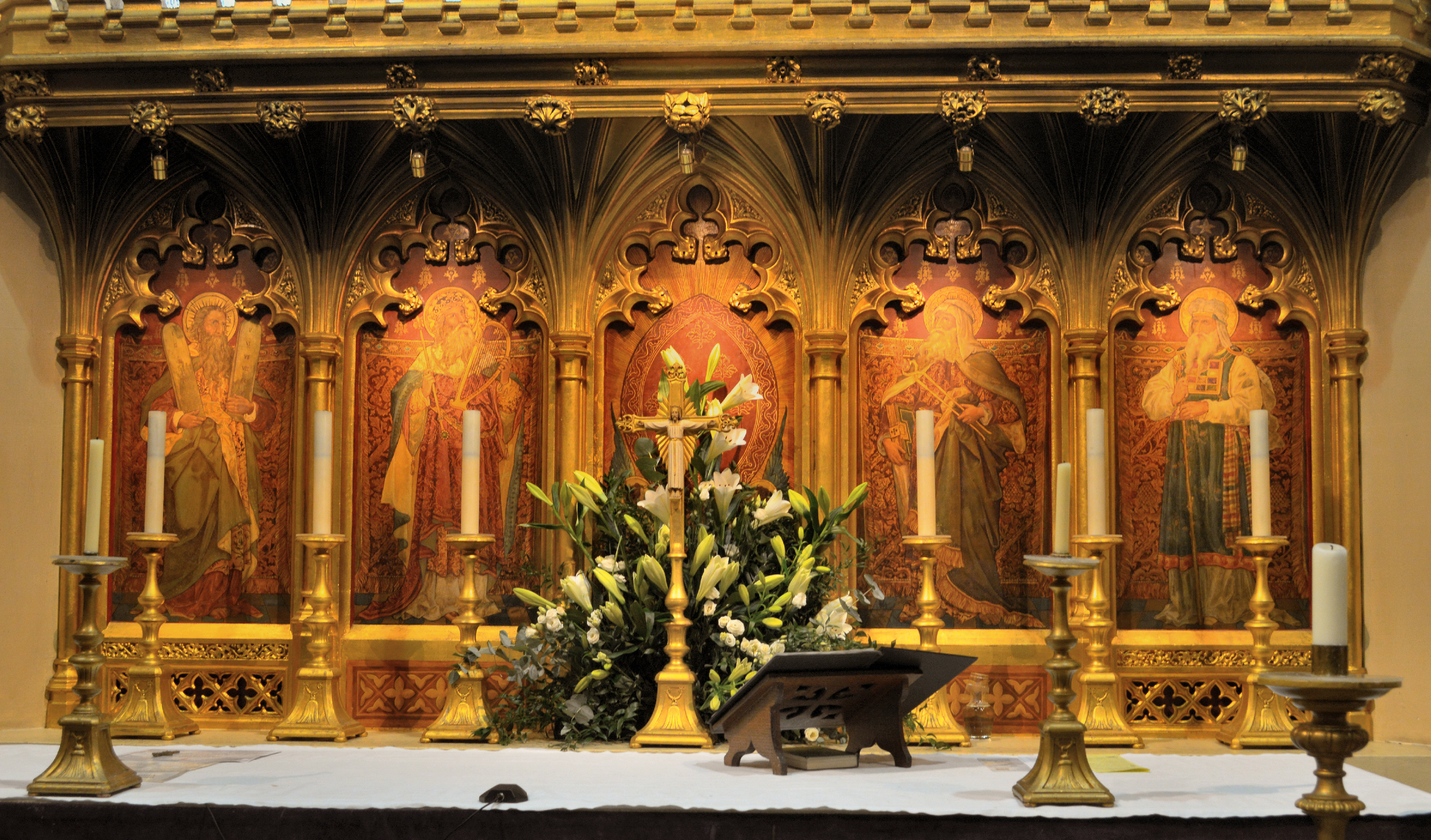
Altarrückwand (reredos)

Die der Church of England zugehörige All Saints’ Church war bereits vor Reformation die Pfarrkirche von Fulham in der ehemaligen Grafschaft county von Middlesex. Gegenwärtig ist sie eine anglikanische Kirche im Londoner Stadtteil Fulham; sie trägt das Patrozinium Allerheiligen, ist als Grade-II-Bauwerk eingestuft und gehört zum Major Churches Network.

## Lage
Der Londoner Stadtteil Fulham liegt etwa 7 km südwestlich des Trafalgar Square in einer Höhe von knapp 10 m. Die All Saints Church befindet sich – umgeben von einem Friedhof – unmittelbar an der Themse neben dem nördlichen Zugang zur Putney Bridge; diese hat – als einzige Brücke in England – je eine Kirche an ihren Enden: Die St. Mary’s Church liegt auf dem Südufer in Putney, die All Saints’ Church liegt auf dem Nordufer in Fulham. Gebäude und Kirchhof liegen nahe dem Bishop’s Park.
Die Kirche hat eine lange Verbindung mit den Bischöfen von London, die Grundherrn (Lords of the Manor) von Fulham waren; auf dem Friedhof sind viele von ihnen bestattet. Der nahe gelegene Fulham Palace war die frühere Bischofsresidenz.

## Geschichte
Die erste Erwähnung einer Kirche an derselben Stelle datiert aus dem Jahr 1154; im Jahr 1445 ist erstmals der Name All Saints Church bezeugt. Abgesehen vom Glockenturm (13. Jh. mit späteren Umbauten), stammt die gegenwärtige Kirche aus der spätviktorianischen Epoche (1880–81), die von spätmittelalterlichem, d. h. spätgotischem Formengut geprägt war.

## Architektur
Das Äußere des etwa 30 m hohen Turms ist mit Bruchsteinen verkleidet; die Kirche selbst hat eine Außenhaut aus nur grob behauenen Steinen. Das Innere der Kirche ist dreischiffig und basilikal angelegt. Die Grenze zwischen Langhaus und Chor ist durch Triumphbögen gekennzeichnet; alle Bauteile haben Holzdecken. Südlich neben der rechteckigen Apsis findet sich die sogenannte Lady Chapel.

## Ausstattung
In und außerhalb der Kirche befinden sich viele Gedenk- und Grabsteine – auch aus der früheren Kirche. Die meisten Gegenstände stammen jedoch aus dem 19. Jahrhundert.

## Grabstätten
Mehrere Bischöfe von London sind auf dem Friedhof begraben.
- Humphrey Henchman († 1675)
- Henry Compton († 1713)
- John Robinson († 1723)
- Edmund Gibson († 1748)